# Asura miltochristaemorpha
Asura miltochristaemorpha là một loài bướm đêm thuộc phân họ Arctiinae, họ Erebidae.